# الأرشيف الوطني الأفغاني
الأرشيف الوطني لأفغانستان ( Dari: آرشیف ملی افغانستان ; Pashto: د افغانستان ملي ارشیف ) تقع في مبنى تاريخي في حي شهر ناو الجنوبي في كابول ، أفغانستان ، بالقرب من مستشفى الجمهورية ومدرسة ملالاي الثانوية . ويحتوي على آلاف القطع المهمة، بما في ذلك الأثاث العتيق الذي استخدمه عبد الرحمن خان ، أمير أفغانستان من عام 1880 إلى عام 1901. 

## روابط خارجية
- The National Archives of Afghanistan على يوتيوب (Shamshad TV, Nov. 15, 2024)
- Afghanistan National Archives على يوتيوب (Sep. 13, 2022)
- "Capturing the Cultural Memory of an Embattled Nation". The Chronicle of Higher Education. 2 فبراير 2017.